# Oscar Rubio
Oscar Rubio Fauria (Lleida, 14 maggio 1984) è un calciatore spagnolo, difensore del Lleida.